# Paaskaars

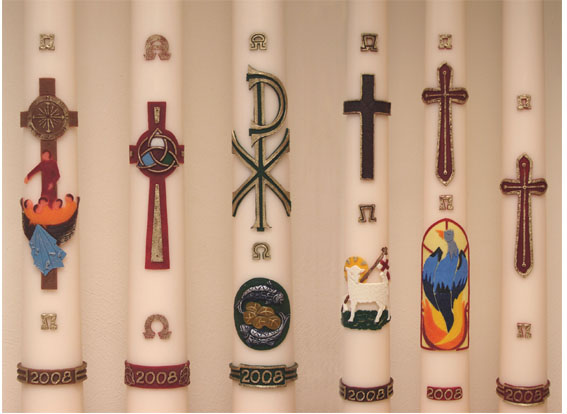
Enige paaskaarsen

De paaskaars is een kaars die in de paasnacht voor het eerst wordt ontstoken. Het symboliseert in de katholieke en in de protestantse liturgie het licht van de verrezen Christus .Het is een grote kaars, versierd met het kruis, de Griekse letters alfa en omega en het jaartal.

## De paaskaars in de Katholieke Kerk
De traditie van de Paaskaars wortelt in de traditie van het lucernarium. In de Katholieke Kerk worden ook vijf wierookkorrels toegevoegd die de vijf verheerlijkte wonden van Christus aan het kruis symboliseren. De paaskaars wordt aangestoken in de paaswake, de belangrijkste viering van het kerkelijke jaar. De priester of voorganger ontsteekt de paaskaars middels een lontje aan in het paasvuur dat hij vooraf gezegend heeft. Dit kan buiten het kerkgebouw of de kapel gebeuren, waarop de diaken of priester de paaskaars plechtig binnendraagt. Ook kan een klein paasvuur in de kerk branden waaraan de kaars wordt ontstoken. Het licht van de paaskaars verdrijft de donkerte van het gebouw: de kaarsen van de gelovigen worden ontstoken aan de paaskaars. De paaskaars symboliseert daarmee het licht van Christus, die volgens de christelijke traditie het duister, het kwaad heeft overwonnen.
De paaskaars brandt op Pasen de hele dag van 's morgen tot 's avonds, en verder in alle vieringen van de paastijd tot en met Pinksteren. Na het Pinksterfeest wordt de paaskaars op waardige wijze bewaard in de doopkapel bij de doopvont. Hieraan worden bij een doopsel de doopkaarsen ontstoken. Ook bij een Vormsel ontsteekt men de paaskaars omdat hieraan de vormselkaarsen worden ontstoken. Als de paaskaars op het priesterkoor blijft staan omdat de doopvont ook daar geplaatst is, zal zij ten minste elke week tijdens de zondagsvieringen ontstoken worden. Zij wordt in dit geval altijd versierd. Ook op andere hoogfeesten van het kerkelijk jaar brandt de paaskaars. Bij een uitvaart wordt de paaskaars bij de lijkbaar geplaatst als teken dat men het Pasen viert van de overledenen. De paaskaars brandt ook op Allerzielen (2 november) omdat dan de vieringen gelijk zijn als bij een uitvaart.

## De paaskaars in protestantse kerken
Hoewel de tradities verschillen, brandt de paaskaars in veel protestantse kerken gedurende het hele jaar, iedere zondagse dienst, omdat iedere zondag een viering van Pasen is. Hij brandt dus tot aan de dienst op Goede Vrijdag. Tijdens de dienst op Goede Vrijdag wordt hij in sommige gemeenten gedoofd en soms ook de kerk uitgedragen. Daarnaast brandt de paaskaars bij elke uitvaartdienst. Want juist daar waar de dood zo pijnlijk aanwezig is, mag de paaskaars, het paassymbool van het geloof in de opstanding uit de doden aanwezig zijn.
Aan het eind van het kerkelijk jaar, wanneer de kaars nog niet is opgebrand, wordt hij vaak geschonken aan een gemeentelid.